# Poul Ørum
Poul Erik Nørholm Ørum (* 23. Dezember 1919 in Nykøbing Mors; † 27. Dezember 1997) war ein dänischer Journalist und Schriftsteller, der sowohl mit dem Kritikerprisen als auch mit dem Søren-Gyldendal-Preis ausgezeichnet wurde.

## Leben
Nach dem Schulbesuch und einem Studium war Ørum zwischen 1944 und 1957 als Journalist tätig. Sein schriftstellerisches Debüt gab er 1953 und ließ sich nach Beendigung seiner journalistischen Tätigkeit 1957 als hauptberuflicher Schriftsteller auf der Nordseeinsel Fanø nieder. In den meisten seiner nachfolgenden fast vierzig Bücher war der Konflikt zwischen der sozialen oder politischen Elite und den an den Rand gedrängten oder unterprivilegierten Bevölkerungsschichten ein zentrales Thema.
Seinen ersten großen Erfolg hatte er mit dem Roman Lyksalighedens ø (1958) hatte, für den er 1958 den Kritikerprisen erhielt. Breite Bekanntheit erreichte er insbesondere auch durch eine Reihe von Kriminalromanen um den mit Herz und Verstand ermittelnden Polizisten Jonas Mørck, die 1972 mit Syndebuk begann und 1994 mit Vildspor (1994) ihren letzten Band hatte. Diese Romane waren dadurch geprägt, dass neben der eigentlichen kriminalpolizeilichen Untersuchung oftmals auch tiefliegende, versteckte Gründe zur Identifizierung des Täters führten.
In Det 11. bud (1972), das 1973 mit dem Søren-Gyldendal-Preis ausgezeichnet wurde, beschrieb er die aus der Verzweiflung heraus verübte Selbstjustiz von Verfolgten gegenüber ihren Unterdrückern. Nach dem Tode seiner Ehefrau im Jahr 1980 beschäftigte er sich schriftstellerisch auch mit der Bewältigung von Trauer wie 1982 in Ravnen mod aften.

## Veröffentlichungen
in deutscher Sprache
- Einer soll geopfert werden : Kriminalroman, Originaltitel Syndebuk, 1980, ISBN 3-499-42534-3
- Was ist Wahrheit? : Kriminalroman, Originaltitel Kun sandheden, 1981, ISBN 3-499-42549-1
- Wissen ist Mord, Originaltitel De uforsonlige, 1981, ISBN 3-499-42563-7
- Stumme Zeugen, Originaltitel Tavse vidner, 1981, ISBN 3-499-42576-9
- Am kritischen Punkt, Originaltitel Bristepunktet, 1983, ISBN 3-499-42641-2
- Der Schatten neben dir, Originaltitel Skyggen ved din højre hånd, 1983, ISBN 3-499-42657-9
- Blinde Fenster, Originaltitel Ukendt offer, 1984, ISBN 3-499-42676-5
- Das elfte Gebot, Originaltitel Det ellevte bud, 1984, ISBN 3-499-42694-3
- Nach Einbruch der Dunkelheit, Originaltitel Hjemkomst til drab, 1985, ISBN 3-499-42724-9
- Die letzte Flucht, Originaltitel Sidste flugt, 1987, ISBN 3-499-42822-9